# Selca (żupania istryjska)
Selca – wieś w Chorwacji, w żupanii istryjskiej, w mieście Buzet. W 2011 roku liczyła 60 mieszkańców.